# Chusquea longiligulata
Chusquea longiligulata är en gräsart som först beskrevs av Thomas Robert Soderstrom och Cléofe Elsa Calderón, och fick sitt nu gällande namn av Lynn G. Clark. Chusquea longiligulata ingår i släktet Chusquea och familjen gräs.
Artens utbredningsområde är Costa Rica. Inga underarter finns listade i Catalogue of Life.